# La Pobla de Segur
La Pobla de Segur là một đô thị trong tỉnh Lleida, cộng đồng tự trị Cataluña Tây Ban Nha. Đô thị La Pobla de Segur có diện tích là 33,59 ki-lô-mét vuông, dân số năm 2009 là 3266 người với mật độ 97,23 người/km². Đô thị La Pobla de Segur có cự ly km so với tỉnh lỵ Lleida.